# St. Petersburg Open 2021
St. Petersburg Open 2021 byl tenisový turnaj pořádaný jako součást mužského okruhu ATP Tour, který se hrál v aréně Sibur na dvorcích s tvrdým povrchem Portable Rebound Ace. Probíhal mezi 25. až 31. říjnem 2021 v severoruském Petrohradu jako dvacátý šestý ročník turnaje.
Turnaj dotovaný částkou 932 370 dolarů patřil do kategorie ATP Tour 250. Nejvýše nasazeným hráčem ve dvouhře se stal šestý tenista světa a obhájce trofeje Andrej Rubljov z Ruska, kterého ve čtvrtfinále vyřadil nizozemský kvalifikant Botic van de Zandschulp. Jako poslední přímý účastník do hlavní singlové soutěže nastoupil 60. hráč žebříčku, Španěl Pedro Martínez.
Jubilejní dvacátý singlový titul na okruhu ATP Tour vybojoval 33letý Chorvat Marin Čilić, jenž navázal na petrohradský triumf z roku 2011. Čtyřhru ovládla britsko-brazilská dvojice Jamie Murray a Bruno Soares, jejíž členové získali dvanáctou společnou trofej.

## Rozdělení bodů a finančních odměn

### Rozdělení bodů
| Soutěž  | Soutěž | vítězové | finalisté | semifinalisté | čtvrtfinalisté | 16 v kole | 32 v kole | Q  | Q2 | Q1 |
| ------- | ------ | -------- | --------- | ------------- | -------------- | --------- | --------- | -- | -- | -- |
| dvouhra | [ 2 ]  | 250      | 150       | 90            | 45             | 20        | 0         | 12 | 6  | 0  |
| čtyřhra | [ 6 ]  | 250      | 150       | 90            | 45             | 0         | —         | —  | —  | —  |

### Finanční odměny
| Soutěž                              | Soutěž      | vítězové | finalisté | semifinalisté | čtvrtfinalisté | 16 v kole | 32 v kole | Q2      | Q1      |
| ----------------------------------- | ----------- | -------- | --------- | ------------- | -------------- | --------- | --------- | ------- | ------- |
| dvouhra                             | [ 2 ] [ 7 ] | 84 720 $ | 60 740 $  | 43 240 $      | 28 830 $       | 18 530 $  | 11 150 $  | 5 445 $ | 2 830 $ |
| čtyřhra                             | [ 6 ]       | 31 640 $ | 22 650 $  | 14 930 $      | 9 700 $        | 5 680 $   | —         | —       | —       |
| částka ve čtyřhře je uvedena na pár |             |          |           |               |                |           |           |         |         |

## Dvouhra

### Nasazení hráčů
| Země                          | Hráč                  | ATP | Nasazení |
| ----------------------------- | --------------------- | --- | -------- |
| Rusko                         | Andrej Rubljov        | 6.  | 1.       |
| Kanada                        | Denis Shapovalov      | 14. | 2.       |
| Španělsko                     | Roberto Bautista Agut | 20. | 3.       |
| Rusko                         | Aslan Karacev         | 22. | 4.       |
| USA                           | Taylor Fritz          | 30. | 5.       |
| Rusko                         | Karen Chačanov        | 31. | 6.       |
| Kazachstán                    | Alexandr Bublik       | 35. | 7.       |
| USA                           | Sebastian Korda       | 38. | 8.       |
| Žebříček ATP k 18. říjnu 2021 |                       |     |          |

### Jiné formy účasti na turnaji
Následující hráči obdrželi divokou kartu do hlavní soutěže:
- Jišaj Ol'iel
- Nino Serdarušić
- Jevgenij Ťurněv

Následující hráč nastoupil do hlavní soutěže pod žebříčkovou ochranou:
- Pablo Andújar

Následující hráči postoupili z kvalifikace:
- Jegor Gerasimov
- Jošihito Nišioka
- Emil Ruusuvuori
- Botic van de Zandschulp

## Čtyřhra

### Nasazení párů
| Země                                                                     | Hráč            | Země       | Hráč             | ATP | Nasazení |
| ------------------------------------------------------------------------ | --------------- | ---------- | ---------------- | --- | -------- |
| Spojené království                                                       | Jamie Murray    | Brazílie   | Bruno Soares     | 33. | 1.       |
| Jižní Afrika                                                             | Raven Klaasen   | Japonsko   | Ben McLachlan    | 54. | 2.       |
| Salvador                                                                 | Marcelo Arévalo | Nizozemsko | Matwé Middelkoop | 71. | 3.       |
| Kazachstán                                                               | Andrej Golubjev | Monako     | Hugo Nys         | 87. | 4.       |
| Žebříček ATP k 18. říjnu 2021; číslo je součtem umístění obou členů páru |                 |            |                  |     |          |

### Jiné formy účasti
Následující páry obdržely divokou kartu do hlavní soutěže:
- Jonatan Erlich /  Andrej Vasilevskij
- Daniil Golubjev /  Jevgenij Ťurněv

## Přehled finále

### Mužská dvouhra
- Marin Čilić vs.  Taylor Fritz, 7–6(7–3), 4–6, 6–4

### Mužská čtyřhra
- Jamie Murray /  Bruno Soares vs.  Andrej Golubjev /  Hugo Nys, 6–3, 6–4